# 葡萄牙裔加拿大人
葡萄牙裔加拿大人（英語：Portuguese Canadians；葡萄牙語： or 葡萄牙語：）是指在加拿大出生的葡萄牙血统的加拿大公民或者从葡萄牙移民到加拿大的加拿大公民。2006年，一共有410,850人葡萄牙裔加拿大生活在加拿大，是加拿大人口的1.3%，大多数都居住在加拿大安大略省，一共282,865人（69%），其次是魁北克57,445人（14%）和不列颠哥伦比亚34,660（8%）。

## 沿革
2003年，葡萄牙社区庆祝在加拿大扎根50周年。加拿大联邦交通部长大卫·高伦尼特说：“葡萄牙裔加拿大社区是一个充满活力的组织，以其历史、语言、文化和职业道德丰富了加拿大文化”，他补充说：“加拿大邮政每年6月为葡萄牙加拿大人发行纪念邮票而感到自豪。路易·德賈梅士，16世纪诗人被加拿大葡萄牙人社区的居民认为是葡萄牙最伟大的诗人。”
15世纪和16世纪，葡萄牙人在探索新世界方面起了先锋模范的作业。15世纪，葡萄牙的亨利王子，也被称为航海家亨利，在葡萄牙阿尔加维地区建立了一个海航学校。从这所学校走出的探险家发现了印度、南美洲、北美洲和非洲，包括加斯帕·克尔特·雷阿尔，加拿大最早的欧洲探险家之一。加斯帕·克尔特·雷阿尔探索东北海岸，以探险家约翰·费南德斯·拉佛拉多的名字命葡萄牙湾和拉布拉多、费尔南德斯等地名。
1950年代，大量的移民从亚速尔群岛和马德拉群岛逃离政治冲突和安东尼奥·德奥利维拉·薩拉查的独裁而进入加拿大的主要城市，如多伦多、安大略省等。1970年代以来，越来越多的巴西人搬到同一个地方。
蒙特利尔是葡萄牙移民第二人口城市，有47,000人，从1960年代以来，这里开了许多葡萄牙餐馆和商店。
安大略省汉密尔顿也一个葡萄牙人主要城市，这里有天主教教堂，他们和意大利裔加拿大人一同共用教堂。

## 著名葡萄牙裔加拿大人

### 史学
- 皮德罗·德·西尔维娅[3]

### 影视
- 路易斯·费雷拉[4]

### 文学
- 安东尼·德·萨[5]
- 艾丽卡·德·瓦斯康塞洛斯

### 音乐
- 凯茜娅·尚泰[6][7]
- 妮莉·費塔朵[8]
- 安东尼·戈麦斯[9]
- 布莱恩·梅洛[10][11][12]
- 卢卡斯·西尔维娅
- 丹尼·费尔南德斯
- 肖恩·德斯曼

### 政治
- 保罗·费雷拉[13]
- 彼得·方思卡[14]
- 基斯·马丁[15]
- 亚历山德拉·门德斯
- 马里奥·席尔瓦[16]
- 查尔斯·苏泽

### 体育
- 安东尼奥·卡瓦略
- 丹尼尔·费尔南德斯
- 迈克·里贝罗
- 约翰·塔瓦雷斯（冰上项目）[17]
- 约翰·塔瓦雷斯（曲棍球）[18]
- 贾斯汀·阿泽瓦多
- 亚历克斯·席尔瓦
- 史蒂夫·马丁
- 伊曼纽尔·威尔罗斯
- 亚当·恩里克
- 迈克·本尼韦德斯

### 其他
- 伊曼纽尔·杰奎斯[19]